# アタッシェ
アタッシェ（フランス語: attaché:男性形、またはattachée:女性形、発音は両形同じ）は外交の分野において、軍事、貿易、文化、科学、広報などの専門分野について従事するように外交団へ派遣される職種をいう。

## 概説
この言葉は英語のattached（繋がった、付属した）に相当するフランス語（動詞 attacher の過去分詞）からきた言葉で、フランス語では上記のように男性形・女性形を区別するが、英語ではそうした区別をしないで両性にattachéを使う。19世紀中頃の軍事アタッシェ（現在の日本では防衛アタッシェ）に起源があり、その後は医務官（メディカル・アタッシェ）、文化アタッシェなどと使われてきた。
また、アタッシェ・ケースなどの言葉も生まれている。
これに多少似た言葉にリエゾン（フランス語: liaison）があるが、これは連絡係の意味が濃く、連絡将校（リエゾン・オフィサー）などに使われる。